# 旧制医学専門学校

旧愛知県立医学専門学校門跡（名古屋大学鶴舞地区）

旧制医学専門学校（きゅうせいいがくせんもんがっこう）は、明治時代から昭和時代の学制改革までの日本に存在した、医師養成学校の一種。専門学校令に基づく高等教育機関。

## 概要
旧制医学専門学校は、入学するために中等学校を卒業し高等予備教育（旧制高等学校もしくは大学予科）を修了する必要があった旧制大学医学部・旧制医科大学とは異なり、5年制の旧制中学校・高等女学校卒業により入学し、高等予備教育を経ずに4年若しくは5年の学修年限による臨床医の即時養成を主な目的とした。

### 明治末期
明治時代から大正時代前期まで、政府は帝国大学以外に大学としての高等教育を認めておらず、医師の養成は大学レベルの帝国大学と専門学校レベルの医学専門学校の2系統で行われていた。専門学校令公布前後から、大正年間の大学令公布までの間に設置された医学専門学校は、次のとおりである。
官立（国立）
- 1901年 千葉医学専門学校（旧第一高等学校医学部）（千葉医科大学）
- 1901年 仙台医学専門学校（旧第二高等学校医学部）（東北帝国大学医科大学）
- 1901年 岡山医学専門学校（旧第三高等学校医学部）（岡山医科大学）
- 1901年 金沢医学専門学校（旧第四高等学校医学部）（金沢医科大学）
- 1901年 長崎医学専門学校（旧第五高等学校医学部）（長崎医科大学）
- 1910年 新潟医学専門学校（新潟医科大学）

公立
- 1903年 愛知県立医学専門学校（愛知医科大学→名古屋医科大学→名古屋帝国大学医学部）
- 1903年 京都府立医学専門学校（京都府立医科大学）
- 1903年 大阪府立高等医学校（大阪府立大阪医科大学（専門学校令準拠）を経て大阪医科大学→大阪帝国大学医学部）

私立
- 1903年 東京慈恵医院医学専門学校（東京慈恵会医科大学）
- 1904年 熊本医学専門学校（熊本県立医学専門学校→熊本医科大学）
- 1912年 日本医学専門学校（日本医科大学）
- 1912年 東京女子医学専門学校（東京女子医科大学）
- 1918年 東京医学専門学校

### 大正時代
大正時代、原内閣の高等教育拡充方針に従って1919年に大学令が公布され、帝国大学以外の官公私立大学の設置が認められるようになると、各地の医学専門学校が医科大学に昇格した。この時昇格した学校・学科は下記の通りである。
官立（国立）
- 岡山医学専門学校（1922年 岡山医科大学→岡山大学）
- 新潟医学専門学校（1922年 新潟医科大学→新潟大学）
- 金沢医学専門学校（1923年 金沢医科大学→金沢大学）
- 長崎医学専門学校（1923年 長崎医科大学→長崎大学）
- 千葉医学専門学校（1923年 千葉医科大学→千葉大学）

公立
- 大阪府立医科大学（専門学校令準拠）（1919年 大阪医科大学→大阪帝国大学医学部→大阪大学医学部）
- 愛知県立医学専門学校（1920年 愛知医科大学→官立名古屋医科大学→名古屋帝国大学医学部→名古屋大学医学部）
- 京都府立医学専門学校（1921年 京都府立医科大学）
- 熊本医学専門学校（1923年 熊本医科大学→熊本県立医科大学→官立熊本医科大学→熊本大学）

私立
- 東京慈恵医院医学専門学校（1921年 東京慈恵会医科大学）
- 日本医学専門学校（1926年 日本医科大学）

### 戦前期
一方で一連の昇格によって医学専門学校は減少し、昭和の戦前期には官立・公立校は内地に1校もなく、私立の9校（内3校は女子医専）のみになった。この内7校は大正末期から昭和初期にかけて新設されたものであったが、その設立にあたっては、医術開業試験合格者を主とする各地の開業医による、後継者確保に向けた強い要望があった。戦前期の内地の私立9校は、次のとおりである。
- 1912年 東京女子医学専門学校（東京女子医科大学）
- 1918年 東京医学専門学校（東京医科大学）
- 1925年 日本大学専門部医学校（日本大学医学部）
- 1925年 帝国女子医学専門学校（帝国女子医学薬学専門学校→東邦女子医学薬学専門学校→東邦大学医学部）
- 1927年 大阪高等医学専門学校（大阪医科大学→大阪医科薬科大学医学部）
- 1928年 岩手医科専門学校（岩手医科大学医学部）
- 1928年 昭和医学専門学校（昭和医科大学→昭和大学医学部→昭和医科大学医学部）
- 1928年 大阪女子高等医学専門学校（大阪女子医科大学→関西医科大学医学部）
- 1928年 九州医学専門学校（久留米医科大学→久留米大学医学部）

外地には朝鮮に官公立3校、私立1校（朝鮮語で教育を行うセブランス連合医専）、台湾に官立1校が存在した。次のとおりである。
- 1916年 京城医学専門学校
- 1933年 平壌医学専門学校
- 1933年 大邱医学専門学校
- 1922年 セブランス連合医科専門学校
- 1927年 台北医学専門学校

### 戦時中
太平洋戦争開戦後は、医師速成の必要性から大学医学部や医科大学にも附属の臨時医学専門部を設置して医学専門学校と同等の教育をさせると共に、数多くの医学専門学校が設置された（戦時中の医師不足対策を参照）。また、日本大学専門部医学科が1942年に日本大学医学部に昇格した。戦時中に設立された医学専門学校は、次のとおりである。
官立
- 1943年 前橋医学専門学校（前橋医科大学→群馬大学医学部）
- 1944年 青森医学専門学校（弘前医科大学→弘前大学医学部）
- 1944年 東京医学歯学専門学校医学科（東京医科歯科大学医学部→東京科学大学医学部）
- 1944年 松本医学専門学校（松本医科大学→信州大学医学部）
- 1944年 米子医学専門学校（米子医科大学→鳥取大学医学部）

公立
- 1943年 名古屋市立女子高等医学専門学校（名古屋女子医科大学→名古屋市立大学医学部）
- 1943年 徳島県立徳島医学専門学校（官立徳島医学専門学校→徳島医科大学→徳島大学医学部）
- 1943年 鹿児島県立医学専門学校（県立鹿児島医科大学→鹿児島県立大学医学部→鹿児島大学医学部）
- 1944年 福島県立女子医学専門学校（福島県立医科大学）
- 1944年 横浜市立医学専門学校（横浜医科大学→横浜市立大学医学部）
- 1944年 山梨県立医学専門学校（山梨県立高等学校→廃止）
- 1944年 岐阜県立女子医学専門学校（岐阜県立医科大学→岐阜医工科大学医学部→岐阜県立大学医学部→岐阜県立医科大学→岐阜大学医学部）
- 1944年 三重県立医学専門学校（三重県立医科大学→三重県立大学医学部→三重大学医学部）
- 1944年 大阪市立医学専門学校（大阪市立医科大学→大阪市立大学医学部→大阪公立大学医学部）
- 1944年 兵庫県立医学専門学校（兵庫県立医科大学→兵庫県立神戸医科大学→神戸大学医学部）
- 1944年 山口県立医学専門学校（山口県立医科大学→山口大学医学部）
- 1944年 福岡県立医学歯学専門学校医学科（福岡県立高等学校→廃止）
- 1945年 北海道立女子医学専門学校（札幌医科大学）
- 1945年 秋田県立女子医学専門学校（秋田県立高等学校→廃止）
- 1945年 山梨県立女子医学専門学校（山梨県立高等学校→廃止）
- 1945年 奈良県立医学専門学校（奈良県立医科大学）
- 1945年 和歌山県立医学専門学校（和歌山県立医科大学）
- 1945年 広島県立医学専門学校（広島県立医科大学→広島医科大学→広島大学医学部）
- 1945年 高知県立女子医学専門学校（高知女子大学→高知県立大学）

私立
- 1943年 順天堂医学専門学校（順天堂医科大学→順天堂大学）

戦後になって僻地の医師不足解消のため医科大学（6年制）よりも短期間で医師を養成する学校が検討されたが、戦前の医専と同じでは医師の質の問題があると判断され、6年制での医科大学として自治医科大学が創立された。

## 戦後のA級B級判定
戦後の学制改革では、医学教育が大学に一本化されることになり、医学専門学校（大学付属医学専門部を含む）はGHQの指示による審査によりA級校とB級校に選別され、A級校は旧制の医科大学に昇格し、学制改革により新制大学に移行した。終戦時、国内にあった51の医学専門学校のうち、45校がA級と判定されたが、戦時中に旧制大学に付設された医学専門部（Ｂ級判定を受けた長崎医科大学付属医学専門部を除いて17校）は戦争終結に伴い廃止され、最終的に新制大学として存続したのは、次の28校である。
| A級判定された医専 | A級判定された医専          | A級判定された医専  | A級判定された医専  | A級判定された医専  |
| 種別              | 旧制医専                   | 旧制医大           | 新制大学           | 現在               |
| ----------------- | -------------------------- | ------------------ | ------------------ | ------------------ |
| 官立              | 青森医学専門学校           | 弘前医科大学       | 弘前大学           | 弘前大学           |
| 官立              | 前橋医学専門学校           | 前橋医科大学       | 群馬大学           | 群馬大学           |
| 官立              | 東京医学歯学専門学校       | 東京医科歯科大学   | 東京医科歯科大学   | 東京科学大学       |
| 官立              | 松本医学専門学校           | 松本医科大学       | 信州大学           | 信州大学           |
| 官立              | 米子医学専門学校           | 米子医科大学       | 鳥取大学           | 鳥取大学           |
| 官立              | 徳島医学専門学校           | 徳島医科大学       | 徳島大学           | 徳島大学           |
| 公立              | 北海道立女子医学専門学校   | [ 9 ]              | 札幌医科大学       | 札幌医科大学       |
| 公立              | 福島県立女子医学専門学校   | 福島県立医科大学   | 福島県立医科大学   | 福島県立医科大学   |
| 公立              | 横浜市立医学専門学校       | 横浜医科大学       | 横浜市立大学       | 横浜市立大学       |
| 公立              | 名古屋市立女子医学専門学校 | 名古屋女子医科大学 | 名古屋市立大学     | 名古屋市立大学     |
| 公立              | 三重県立医学専門学校       | 三重県立医科大学   | 三重県立大学       | 三重大学           |
| 公立              | 岐阜県立女子医学専門学校   | 岐阜県立医科大学   | 岐阜医工科大学     | 岐阜大学           |
| 公立              | 大阪市立医学専門学校       | 大阪市立医科大学   | 大阪市立医科大学   | 大阪公立大学       |
| 公立              | 奈良県立医学専門学校       | 奈良県立医科大学   | 奈良県立医科大学   | 奈良県立医科大学   |
| 公立              | 和歌山県立医学専門学校     | 和歌山県立医科大学 | 和歌山県立医科大学 | 和歌山県立医科大学 |
| 公立              | 兵庫県立医学専門学校       | 兵庫県立医科大学   | 神戸医科大学       | 神戸大学           |
| 公立              | 広島県立医学専門学校       | 広島県立医科大学   | 広島医科大学       | 広島大学           |
| 公立              | 山口県立医学専門学校       | 山口県立医科大学   | 山口県立医科大学   | 山口大学           |
| 公立              | 鹿児島県立医学専門学校     | 県立鹿児島医科大学 | 鹿児島県立大学     | 鹿児島大学         |
| 私立              | 岩手医学専門学校           | 岩手医科大学       | 岩手医科大学       | 岩手医科大学       |
| 私立              | 帝国女子医学薬学専門学校   | 東邦医科大学       | 東邦大学           | 東邦大学           |
| 私立              | 順天堂医学専門学校         | 順天堂医科大学     | 順天堂医科大学     | 順天堂大学         |
| 私立              | 昭和医学専門学校           | 昭和医科大学       | 昭和医科大学       | 昭和医科大学       |
| 私立              | 東京医学専門学校           | 東京医科大学       | 東京医科大学       | 東京医科大学       |
| 私立              | 東京女子医学専門学校       | 東京女子医科大学   | 東京女子医科大学   | 東京女子医科大学   |
| 私立              | 大阪高等医学専門学校       | 大阪医科大学       | 大阪医科大学       | 大阪医科薬科大学   |
| 私立              | 大阪女子高等医学専門学校   | 大阪女子医科大学   | 大阪女子医科大学   | 関西医科大学       |
| 私立              | 九州医学専門学校           | 久留米医科大学     | 久留米大学         | 久留米大学         |

B級判定とされたのは6校（徳島医学専門学校を含める場合は７校）で、いずれも医学科は廃校となり、在校生の救済のために多くが旧制高等学校に転換（戦後特設高等学校と呼ばれている）、高知県立女子医専は女子専門学校に転換して、それぞれ学制改革を迎えた。なお、旧医専には戦災により壊滅したことがB級判定の原因である学校も含まれる。
| B級判定された医専 | B級判定された医専              | B級判定された医専    | B級判定された医専              |
| 種別              | 旧制医専                       | 戦後特設高校         | 新制大学                       |
| ----------------- | ------------------------------ | -------------------- | ------------------------------ |
| 官立              | 徳島医学専門学校               | 官立徳島高等学校     | 徳島大学                       |
| 官立              | 長崎医科大学付属医学専門部     | 官立長崎高等学校     | 長崎大学                       |
| 公立              | 秋田県立女子医学専門学校       | 秋田県立高等学校     | （廃校、設備は秋田大学へ）     |
| 公立              | 山梨県立医学専門学校           | 山梨県立高等学校     | （廃校、設備は山梨大学へ）     |
| 公立              | 山梨県立女子医学専門学校       | 山梨県立高等学校     | （廃校、設備は山梨大学へ）     |
| 公立              | 高知県立女子医学専門学校       | 高知県立女子専門学校 | 高知女子大学                   |
| 公立              | 福岡県立医学歯学専門学校医学科 | 福岡県立高等学校     | （廃校、設備は九州歯科大学へ） |